# Домингес Эрвелья, Модесто
Домингес Эрвелья, Модесто  (исп. Modesto Domínguez Hervella; 24 февраля 1827, Верин, Оренсе — 8 апреля 1913, Мадрид) — математик и военно-морской инженер из Галисии.

## Биография
Первоначально учился в инженерной школе города Гвадалахары. По политическим мотивам иммигрировал во Францию, в город Бордо, где занимал кафедру математики и испанского языка. В 1841—1842 годах обучался на кафедрах прикладной химии, философии (1840—1843) и механики города Сантьяго. С декабря 1854 года проходил обучение в школе морских инженеров. В 1855 году вернулся в Испанию, по амнистии, и вступил в Инженерный корпус Военно-морского флота на должность младшего лейтенанта фрегата (8 января).
С 1855 по 1859 года продолжил учёбу во Франции и Англии: курсы повышения квалификации во французских императорских учреждениях, преподавал в Париже в течение 3 лет. Работал в арсеналах Бреста, Толона. В Англии посещал арсеналы Плимута и Портсмута.
По возвращении в Испанию в 1859 году, производит, по заказу правительства, инспекцию 2 канонерских лодок, предназначенных для Филиппин. Также руководил гражданскими, строительными и гидротехническими работами (постройкой каменной дамбы арсенала и кораблей на городской верфи) в Ферроле, был командующим инженерными войсками городов: Ферроль и Гавана. Во время работы в Ферроле проживал по адресу — улица Симфориано Лопеса, дом 48.
В 1879 году назначен директором специальных школ корпуса ремонтно-механических мастерских. Возглавлял экзаменационный совет для поступления в Инженерный корпус ВМФ Испании, в качестве президента, являясь инженером 1 класса ВМФ. 21 ноября 1883 года выбран и назначен членом Королевской академии точных, физических и естественных наук Испании.

## Научная деятельность
Является автором исследований об арсеналах в городах Плимут и Портсмут; курсов алгебры и военно-морской архитектуры; одним из основателей Королевского Географического Общества Испании; корреспондентом Экономического общества друзей страны в городе Сантьяго и ряда изобретений:
- системы для строительства монолитных, экономичных и безопасных стен, толщиной 2 сантиметра на 1 метр высоты (июль 1868 года)[10].
- нововведение в конструкцию деревянных кораблей. На выпуклой поверхности шпангоута размещались железные диагонали, которые, при строительстве в других арсеналах, располагались на вогнутой поверхности. Оно применялось при строительстве кораблей в арсенале города Ферроль[1].

За публикацию своей работы по аналитической геометрии, которая была субсидирована министерствами ВМФ и развития, он был назначен академиком и корреспондентом академии точных, физических и естественных наук Испании. Эта работа принесла ему международную известность. Некоторые его работы были опубликованы после его смерти.
Научные работы:
- Elementos de geometría analítica, 1880.
- Álgebra; Est. Tipográfico Eduardo Cuesta, 1879[5].
- Arquitectura naval; Est. Tipográfico Eduardo Cuesta, 1879.
- Elementos de geometría analítica, Madrid, Est. Tipográfico Eduardo Cuesta, 1879.
- Apuntes para la reforma de la nomenclatura matemática, Madrid, 1910[7].
- Geometría analítica, incluyendo las tendencias o direcciones de las cantidades, Publicaciones de la Real Academia de Ciencias, XI: 1913.

## Награды
8 января 1876 года награждён простым крестом ордена святого Герменгильдо, который получил 11 августа того же года.
14 января 1879 года награждён крестом 2 класса ордена Морских заслуг, за написание работы «Элементы аналитической геометрии» (1879), которая была рекомендована для академии наук.
10 февраля 1879 года награждён крестом 2 класса с красным отличием, ордена Военных заслуг, за события в октябре 1872 года, в городе Ферроль.
27 октября 1890 года награждён знаком ордена святого Гермендильдо с выслугой.
8 января 1892 года награждён большим крестом ордена святого Гермендильдо.

## Премии
За навигацию, в течение 5 месяцев, туда и обратно, в Гавану (20 ноября 1876 года) и полуострову Америки (30 мая 1869 года). В соответствии с регламентом приказа ордена святого Гермендильдо и приказом в августе 1874 года.
За время обучения и сдачи вступительных экзаменов по службе, в соответствии с королевскими приказами 23 июня 1861 года, 4 марта 1862 года, 7 июня 1865 года и 29 февраля 1868 года.
За восшествие на престол короля Амадео I, в соответствии с декретом 22 марта 1871 года.

## Перечень занимаемых должностей
| Дата назначения | Дата назначения | Должность                                                                   |
| дата            | год             | Должность                                                                   |
| --------------- | --------------- | --------------------------------------------------------------------------- |
| 8 января        | 1855            | Капитан фрегата                                                             |
| 9 мая           | 1858            | Капитан корабля                                                             |
| 25 марта        | 1859            | Член морской комиссии в Лондоне                                             |
| 20 сентября     | 1859            | Ответственный инженер за строительство в артиллерии Ферролы                 |
| 19 ноября       | 1860            | Лейтенант корабля                                                           |
| 6 марта         | 1861            | Директор специальной школы корпуса                                          |
| 1 февраля       | 1863            | Руководитель работ по строительству новой каменной дамбы в арсенале Ферролы |
| 1 апреля        | 1865            | Член комиссии службы порта                                                  |
| 27 июля         | 1866            | Капитан фрегата                                                             |
| 3 августа       | 1866            | Начальник секции гидравлических строительных работ в арсенале Ферролы       |
| 21 декабря      | 1868            | Командир военно-морской базы в Гаване                                       |
| 26 ноября       | 1869            | Главный инженер в арсенале Ферролы                                          |
| 7 января        | 1870            | Главный инженер 1 класса                                                    |
| 27 ноября       | 1871            | Комендант инженеров в Ферроле                                               |
| 19 февраля      | 1874            | Преподаватель в школе специалистов                                          |
| 23 января       | 1878            | Инженер-инспектор 2 класса                                                  |
| 13 августа      | 1878            | Инспектор 2 класса                                                          |
| 21 ноября       | 1883            | Академик Испанской королевской академии наук                                |
| 30 сентября     | 1885            | Начальник инженеров в департаменте Ферролы                                  |
| 24 июля         | 1886            | Член комиссии в министерстве развития Испании                               |
| 29 апреля       | 1888            | Инспектор 1 класса                                                          |